# Rounders (película)
Rounders (Apuesta final en Argentina) es una película estadounidense de 1998, dirigida por John Dahl y protagonizada por Matt Damon y Edward Norton.

## Sinopsis
Mike McDermott (Matt Damon) es un gran jugador de póquer neoyorquino, asiduo de timbas donde se apuestan grandes cantidades de dinero. Se propuso facilitarse la vida mediante el juego pero finalmente renuncia para centrarse en su carrera de derecho junto a su novia Jo (Gretchen Mol).
Un buen día Lester Murphy (Edward Norton), alias Gusano, sale de prisión y se reencuentra con su viejo amigo McDermott. Gusano debe todavía mucho dinero a un peligroso delincuente urbano y le pide ayuda para conseguirlo jugando y así salvar la vida. Mike no escucha los consejos de su novia y  recorre junto a Lester diferentes partidas de póquer donde se encuentra con toda clase de jugadores, desde policías hasta el terrible Teddy KGB (John Malkovich).

## Reparto
- Matt Damon es Michael McDermott.
- Edward Norton es Lester "Worm" Murphy.
- John Turturro es Joey Knish, (personaje inspirado en el jugador real de póker Joel "Bagels" Rosenberg).[1]
- John Malkovich es Teddy KGB.
- Famke Janssen es Petra.
- Michael Rispoli es Grama.
- Martin Landau es Abe Petrovsky.
- Gretchen Mol es Jo.
- Paul Cicero es un esbirro.
- Melina Kanakaredes es Barbara.
- Josh Mostel es Zagosh.
- Tom Aldredge es Judge Marinacci.
- Lenny Clarke es Savino.
- Chris Messina es Higgins.
- Goran Višnjić es Maurice.
- David Zayas es Osborne.
- Johnny Chan él mismo.

## Producción
El rodaje comenzó en Dicimembre de 1997 y se hizo casi todo en Nueva York, pero hay algunas escenas en Ridgefield Park, Nueva Jersey.
Edward Norton se opuso a que su personaje fuera fumador.

## Recepción

### Taquilla
Rounders recaudó 8,5 millones de dólares en su primer fin de semana y 22,9 millones en Estados Unidos.

### Crítica
Roger Ebert le dio 3 estrellas: "Rounders sometimes has a noir look but it never has a noir feel, because it's not about losers (or at least it doesn't admit it is). It's essentially a sports picture, in which the talented hero wins, loses, faces disaster, and then is paired off one last time against the champ."
Entertainment Weekly dijo que el film es una excusa para ir de una timba de póker a otra."
Rolling Stone machacó la actuación de John Malkovich, sobre todo su ridículo acento ruso."
No fue un film exitoso pero se convirtió en una película de culto entre los jugadores de póker.
La jugadora Vanessa Rousso dijo: "hay montones de pelis sobre póker pero solo Rounders captura realmente la tensión del juego.[cita requerida]